# Boeing B-50 Superfortress
Boeing B-50 Superfortress byla poválečná verze bombardéru B-29 s novými, silnějšími motory Pratt & Whitney Wasp Major, vyšší kýlovkou a dalšími vylepšeními.
V roce 1949 uskutečnil bombardér B-50A Superfortress (sériové číslo 46-010) Lucky Lady II historicky první nonstop oblet Země. Uskutečnění rekordního letu umožnilo tankování za letu ze strojů KB-29M.

## Historie

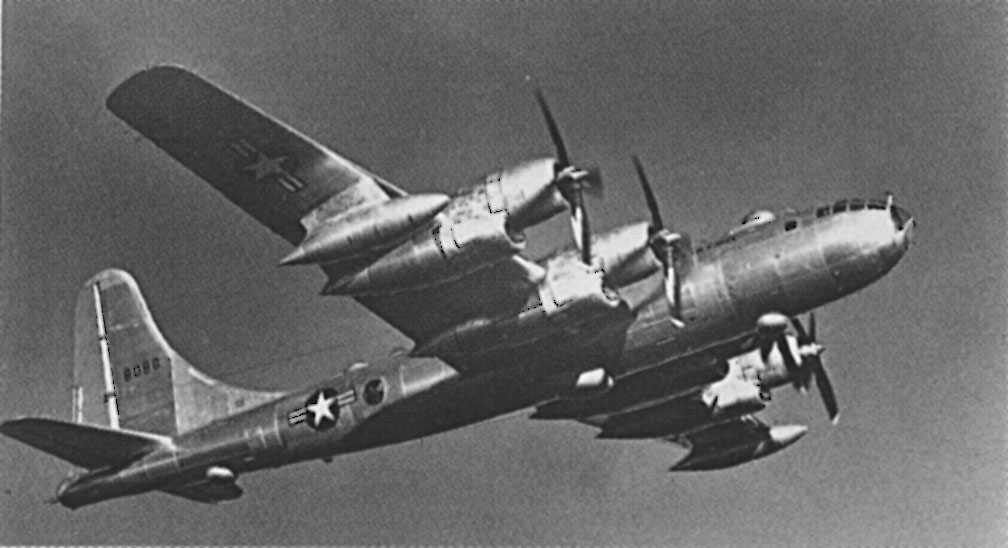
B-50D

Letoun byl původně označen XB-44 a vyrábět se měl jako B-29D, ale označení bylo z politických důvodů změněno; letectvo se totiž obávalo, že Kongres nebude dál krýt náklady na vývoj letounů, které vznikly během války.
Průzkumná verze RB-50 (původně B-50B) plnila úkoly během studené války. Letoun KB-50 sloužil k tankování za letu, používal se ve Vietnamu.
I když nebylo objednáno mnoho kusů, tak byl B-50 poslední z řady letounů B-29 a jeden z posledních vyráběných bombardérů s pístovými motory. Roku 1955 byly vyřazeny z jejich hlavní role – nosič jaderných zbraní a o deset let později byl vyřazen poslední stroj, dnes již žádný nelétá, i když se některé dají nalézt v muzeích.

## Varianty

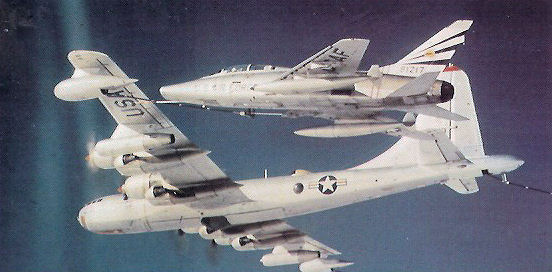
KB-50J poskytuje palivo stíhacímu letounu F-100F Super Sabre

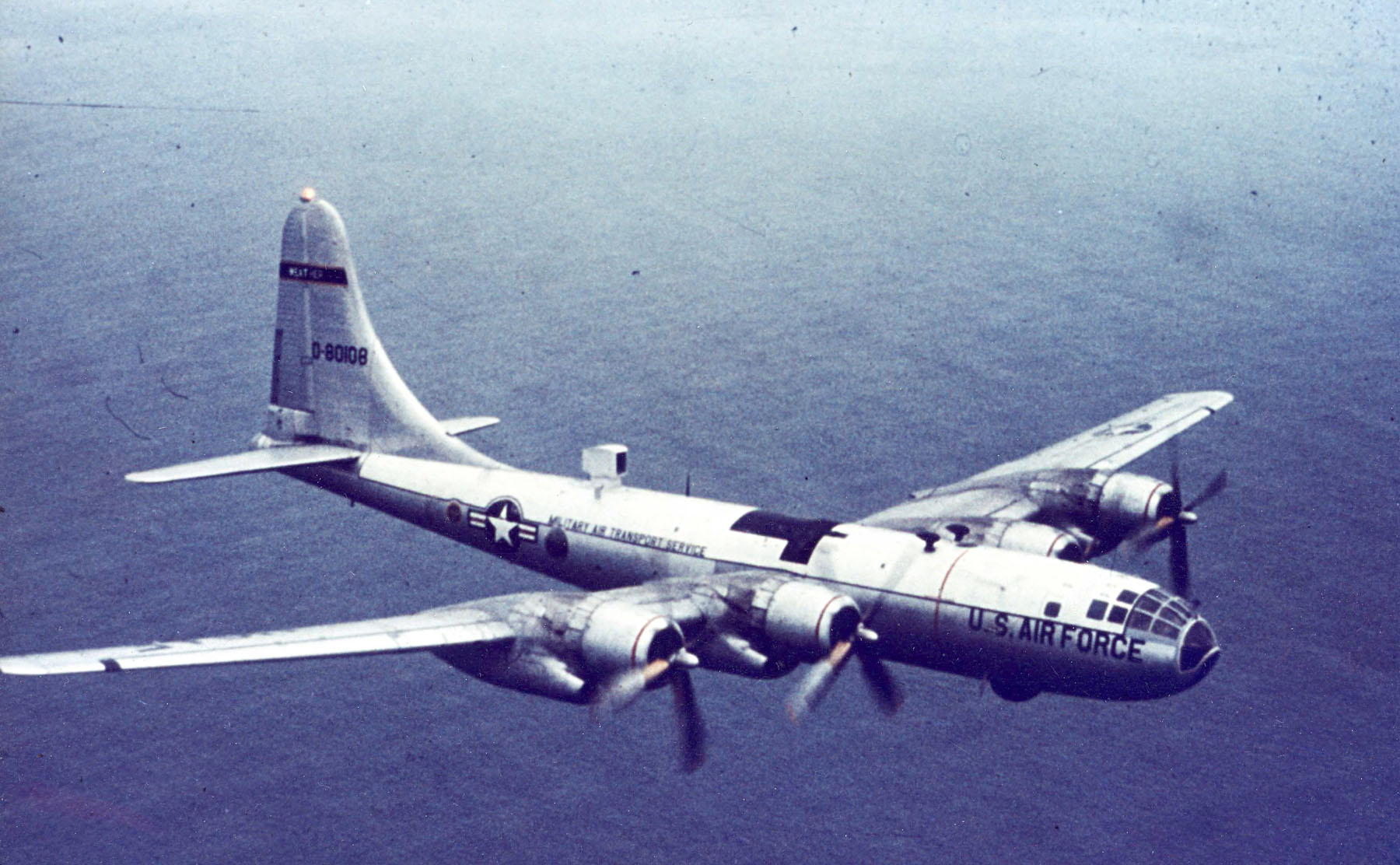
WB-50D upravený pro meteorologický průzkum

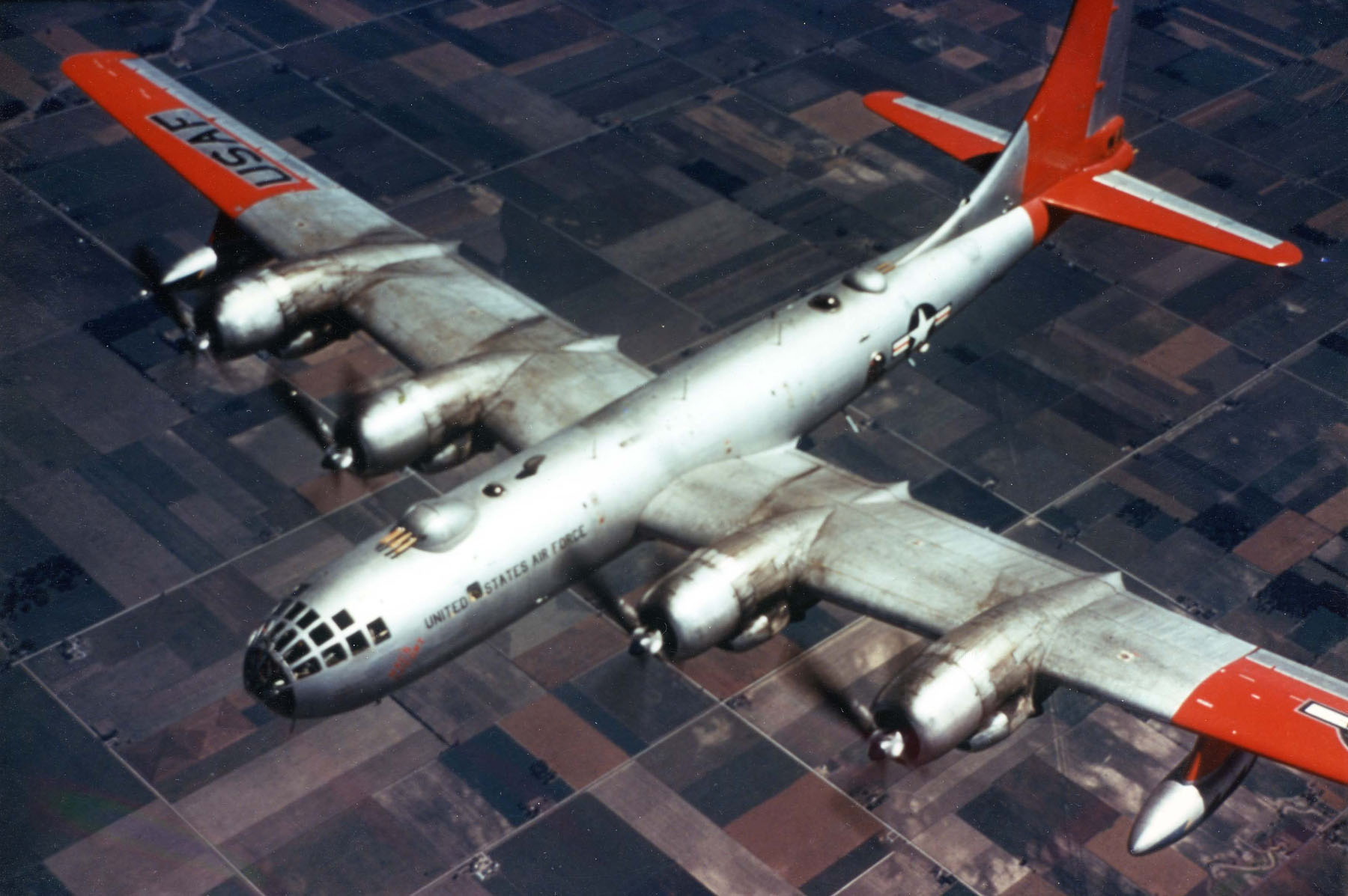
RB-50F

- XB-44 – U jednoho stroje B-29A byly přemontovány původní motory Pratt & Whitney na nové 28-válce Wasp Major. Původně byly značeny B-29D, toto bylo ale v prosinci roku 1945 změněno na B-50A. (x1, converted)
- B-50A – První vyráběná verze letounu B-50. Dostal nová křídla, která byla lehčí a silnější než u B-29. Také měl vyšší kýlovku než B-29. (x60)
- B-50B – Těžší verze než A, z 76 ,420 kg na 77 290 kg. Také zahrnoval lehčí typ palivových nádrží . (x45)
- B-50D – Konečná vyráběná verze letounu B-50. Sedmidílný skleněný kužel vpředu letounu nahrazen jediným z plexiskla a rovným oknem pro bombometčíka. Mnoho z nich bylo vybaveno novým tankovacím systémem. (x222)
- DB-50D – Vlek B-50D pro cvičné terče, používaný pro rakety GAM-63 Rascal missile. (x1)
- EB-50B – Přestavba letounu B-50B vybavená vzorovanými protektory podvozkových kol. (x1)
- KB-50 – Tanker pro doplňování paliva za letu, přestavěn z bombardéru. (x134)
- KB-50J – Tankery B-50 s lepšími výkony, pomocí dvou motorů General Electric J47 na konci křídel. (x112)
- KB-50K – Přestavba cvičných TB-50H na tankery. (x24)
- RB-50B – Přestavba z B-50B pro rozvědku. Byly vybaveny devíti kamerami na čtyřech místech, zařízením na počasí a v pumovnici nesl další členy posádky navíc . (x44)
- RB-50E – Speciální fotografická verze z letounu RB-50B, upravena ve Wichitě. (x14)
- RB-50F – Přestavba letounu RB-50B, vybavená navigačním radarem SHORAN pro speciální mise. (x14)
- RB-50G – Přestavba letounu RB-50B, vybavená elektronickými obrannými prostředky s radarem SHORAN. (x1)
- TB-50A – Cvičná verze z B-50A. (x11)
- TB-50D – Cvičná verze z B-50D. (x11)
- TB-50H – Nově vyrobené cvičné letouny. (x24)
- WB-50 – Průzkumná verze pro počasí z B-50.
- WB-50D – Průzkumná verze pro počasí ze zastaralých B-50D, vybavená meteorologickou výbavou. (x36)
- YB-50C – Verze vybavená nastavitelnou turbínou pro motor R-4360. Nevyráběná verze.
- B-54A – Navrhovaná verze letounu YB-50C.
- RB-54A – Navrhovaná průzkumná verze letounu YB-50C.

## Specifikace (B-50D)

### Technické údaje
- Osádka: 8 (pilot, druhý pilot, palubní inženýr, operátor přes radioelektronické prostředky obrany, 2 postranní střelci, horní střelec a střelec v zadním střelišti)
- Rozpětí: 43,1 m
- Délka: 30,2 m
- Výška: 10 m
- Plošné zatížení: 343 kg/m²
- Hmotnost prázdného stroje: 36 560 kg
- Vzletová hmotnost: 55 270 kg
- Maximální vzletová hmotnost: 78 470 kg
- Pohonné jednotky: 4× hvězdicový motor Pratt & Whitney R-4360-53 „Wasp Major“, každý o výkonu 3500 hp (2600 kW)

### Výkony
- Maximální rychlost: 636 km/h
- Cestovní rychlost: 393 km/h
- Dostup: 11 170 m
- Stoupavost: 11,3 m/s
- Dolet:
  - Bojový: 3 860 km
  - Přeletový: 12 472 km
- Poměr výkon/hmotnost: (193 W/kg)

### Výzbroj
- 12× 12,7mm kulomet M2 Browning
- 9100 kg pum v pumovnici
- 3600 kg na vnějších závěsech